# New Museum of Contemporary Art
The New Museum of Contemporary Art, est un musée d'art contemporain fondé en 1977 par Marcia Tucker, à New York.
En décembre 2007, un nouveau bâtiment conçu par les architectes japonais Kazuyo Sejima et Ryue Nishizawa/SANAA associés avec Gensler, a ouvert ses portes au 235, Bowery au niveau de Prince Street.